# گونه مهاجم

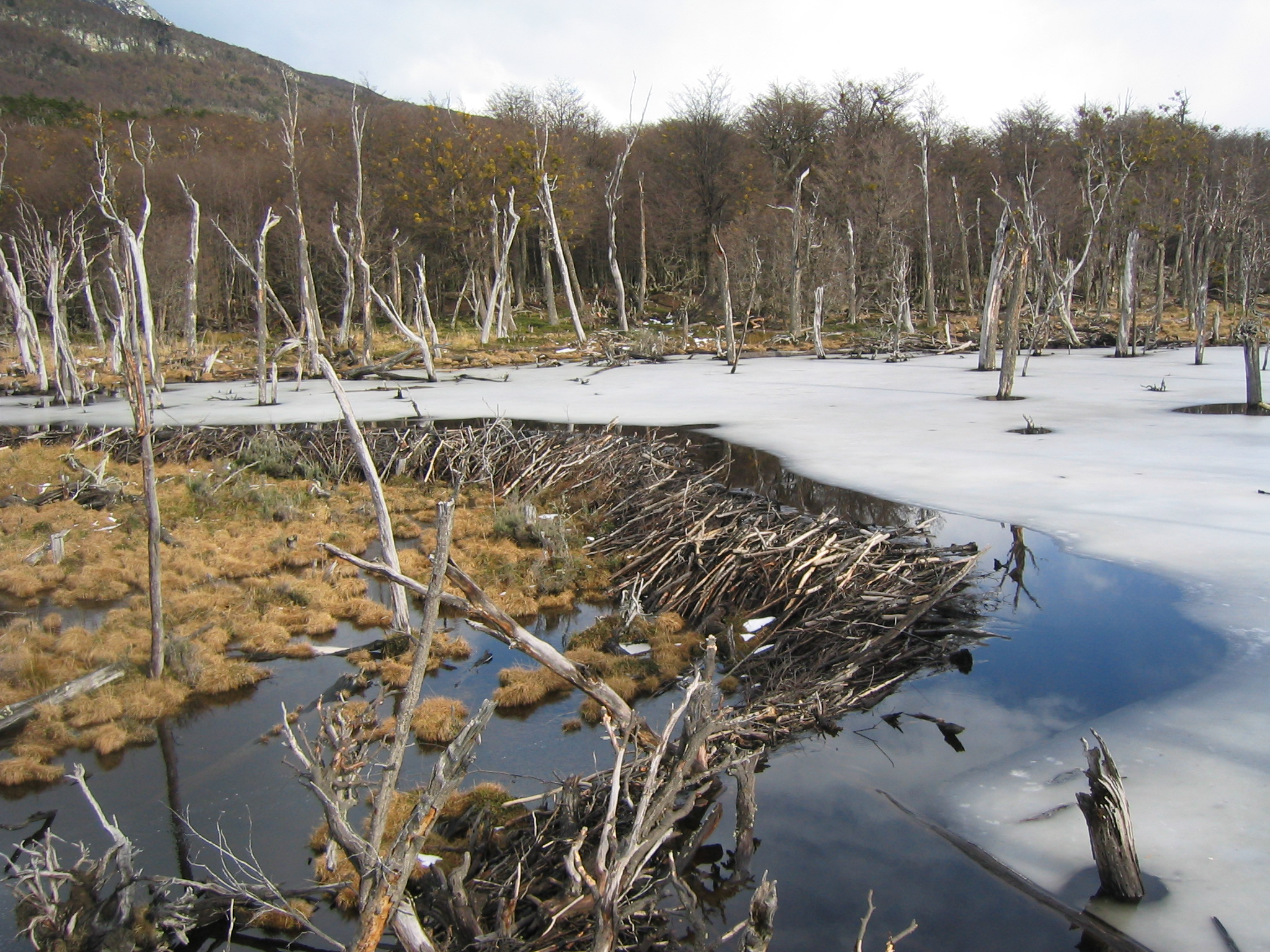
سگ آبی که بومی آمریکای شمالی است در تیرادل فوئگو گونه‌ای مهاجم به‌شمار می‌رود که برای سدسازی درختان را از بین برده و هیدرولوژی منطقه را به‌هم ریخته‌است.

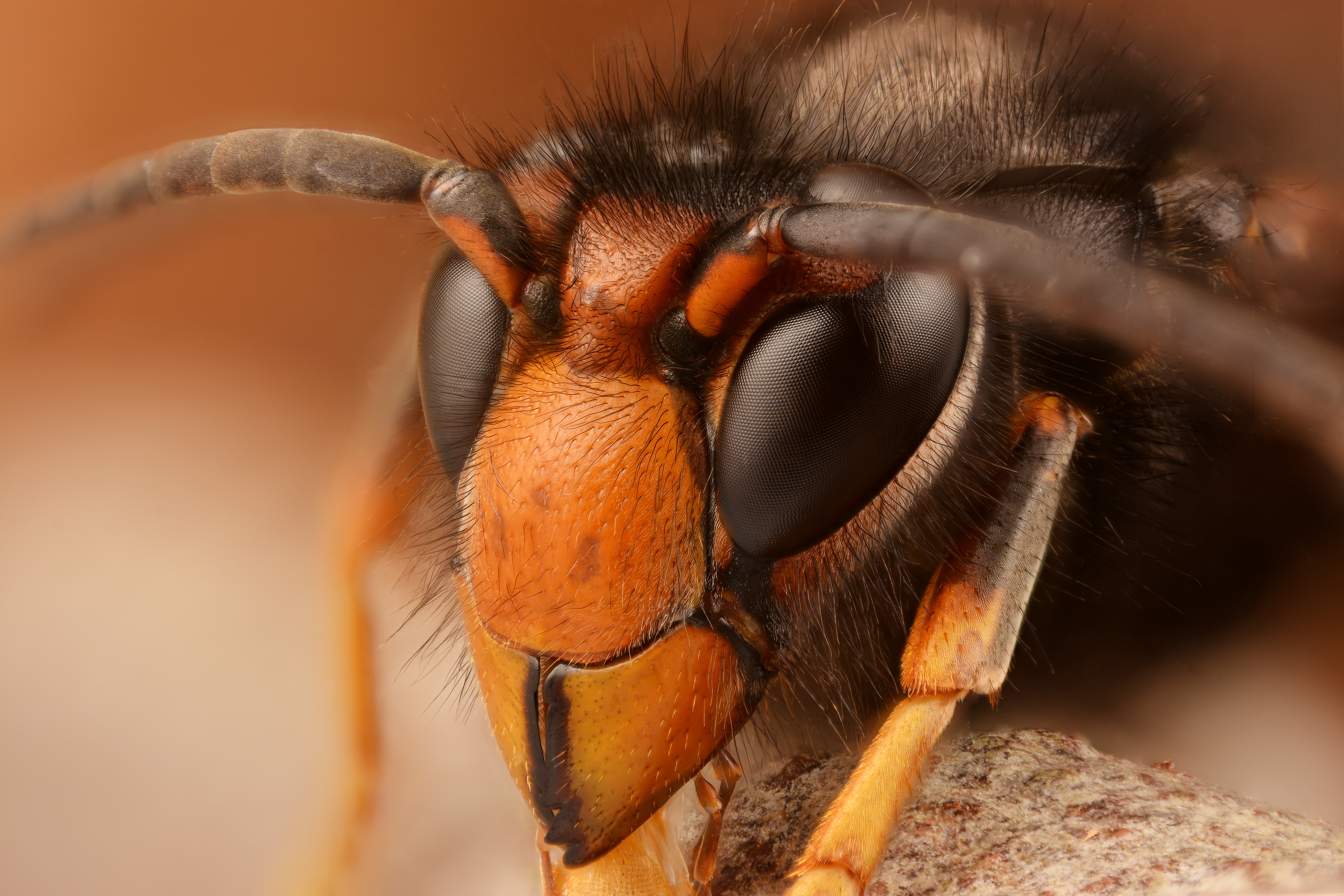
زنبور سرخ شرق آسیا، زنبور زردپا به عنوان گونه مهاجم در فرانسه شناخته شده‌است.

گونه مهاجم (به انگلیسی: Invasive species) به موجود زنده‌ای گفته می‌شود که از پیش در یک زادبوم حضور نداشته و با معرفی شدن به آن زادبوم باعث برهم خوردن نظم طبیعی آن و ایجاد خسارت‌های اقتصادی، محیط زیستی یا بوم‌شناختی می‌شود. گونه مهاجم به دلیل آنکه به زادبوم معرفی‌شده وابستگی ندارد می‌تواند گونه‌های رقیب را کنار بزند و مانع از رشد و زایش دیگر گونه‌هایی شود که به صورت طبیعی در آن منطقه زندگی می‌کرده‌اند.
البته همۀ گونه‌های غیربومی زیان‌بار نیستند. گاهی گونه‌های غیربومی به خوبی جذب اکوسیستم شده و موقعیتی مانند گونه‌های بومی پیدا می‌کنند. مثل ماهی قرمز که در آمریکا یک گونه غیربومی است و به بسیاری از پهنه‌های آبی وارد شده اما هیچ‌گاه جمعیت آن افزایش بیش از حد پیدا نکرده‌است. ممکن است برخی از گونه‌ها حتی مفید هم باشند؛ برای مثال معرفی حدود ۲۰ نوع سوسک سرگین‌غلتان به استرالیا انفجار جمعیتی مگس‌ها را مهار کرده و موجب جمع‌آوری فضولات دامی و باروری بیشتر خاک هم شد. از طرف دیگر تعیین دقیق مفید بودن یا مضر بودن گونه نیز مورد بحث است. ماهی کپور برای پرورش ماهی به بسیاری از نقاط دنیا معرفی شده و با ورود به آب‌های طبیعی موجب از بین رفتن بسیاری از ماهی‌های بومی و برهم خوردن تعادل زیستی در محیط آبی شده اما صید آن از نظر اقتصادی منافعی به همراه داشته‌است.
هر کدام از گونه‌های مهاجم آسیب‌های مخصوص به خود را دارند. برخی از آنها ممکن است زنجیره غذایی یک اکوسیستم را در هم بریزند. برای مثال شانه‌دار دریایی مهاجم (گردوی دریایی) بر اثر فعالیت‌های انسانی وارد دریای کاسپین شده و به دلیل نداشتن دشمن طبیعی جمعیت آن بسیار افزایش پیدا کرده‌است. این حیوان از پلانکتون‌های جانوری تغذیه کرده و جمعیت این پلانکتون‌ها را به شدت کاهش داده‌است. از آن جا که پلانکتون‌ها غذای اصلی ماهی کیلکا و همۀ بچه‌ماهی‌هاست، شمار کیلکاها کاهش چشمگیری داشته و از آنجا که کیلکا مهم‌ترین غذای اکثر جانوران گوشت‌خوار دریا مثل ماهیان خاویاری، ماهی سفید و فک دریای کاسپین است، به جمعیت این گونه‌ها هم آسیب رسیده‌است و به این ترتیب کل زنجیره غذایی دریا با اختلال مواجه شده‌است.
گونه‌های مهاجم ممکن است کارکرد اکوسیستم را نیز تغییر دهند. برای مثال گیاه علفی برومیوس تکتوریوم الگوی آتش‌سوزی، و گیاه اسپارتینا آلترنیفلورا بازیافت مواد مغذی در خاک و گیاه تمر هندی هیدرولوژی را در اکوسیستم‌هایی که به آن وارد شده‌اند تغییر داده‌اند. همچنین گونه‌هایی که خویشاوند بسیار نزدیک گونه بومی باشند ممکن است با آن دورگه بدهند و اثرات نامطلوب دورگه‌گیری به کاهش جمعیت و انقراض گونه بومی منجر شود. برای مثال در کالیفرنیا گیاه اسپارتینا آلترنیفلورا از طریق دورگه‌گیری اسپارتینا فولیوسا را در خطر انقراض قرار داده‌است.
گونه‌های مهاجم از گیاهان تا جانوران و از تک‌سلولی‌ها تا مهره‌داران پیچیده را در برمی‌گیرد. برای نمونه موش صحرایی سیاه که جانوری نابومی در جنگلهای حرا است با خوردن تخم پرندگان بومی و مهاجر خود را به بالای هرم غذایی رسانده و باعث برهم خوردن نظم طبیعت در این جنگل‌ها شده‌است. میزان خسارات گونه‌های غیربومی بر اقتصاد جهانی ۱۴۰۰ میلیارد دلار در سال برآورد می‌شود.

## ویژگی‌ها

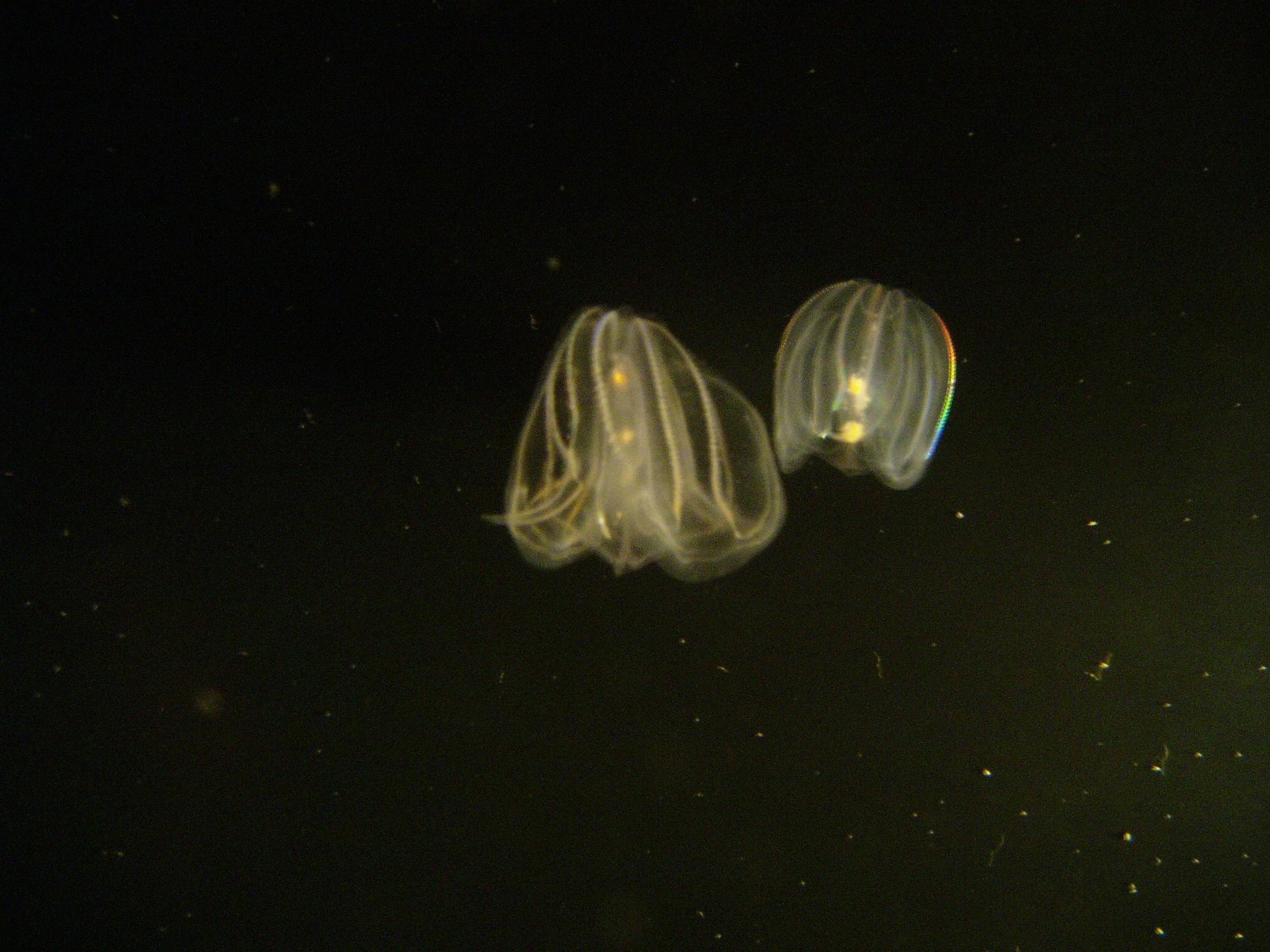
شانه‌دار ژله‌ای مهاجم از زمان ورود به دریای کاسپین زنجیره غذایی را به کلی مختل کرده‌است.

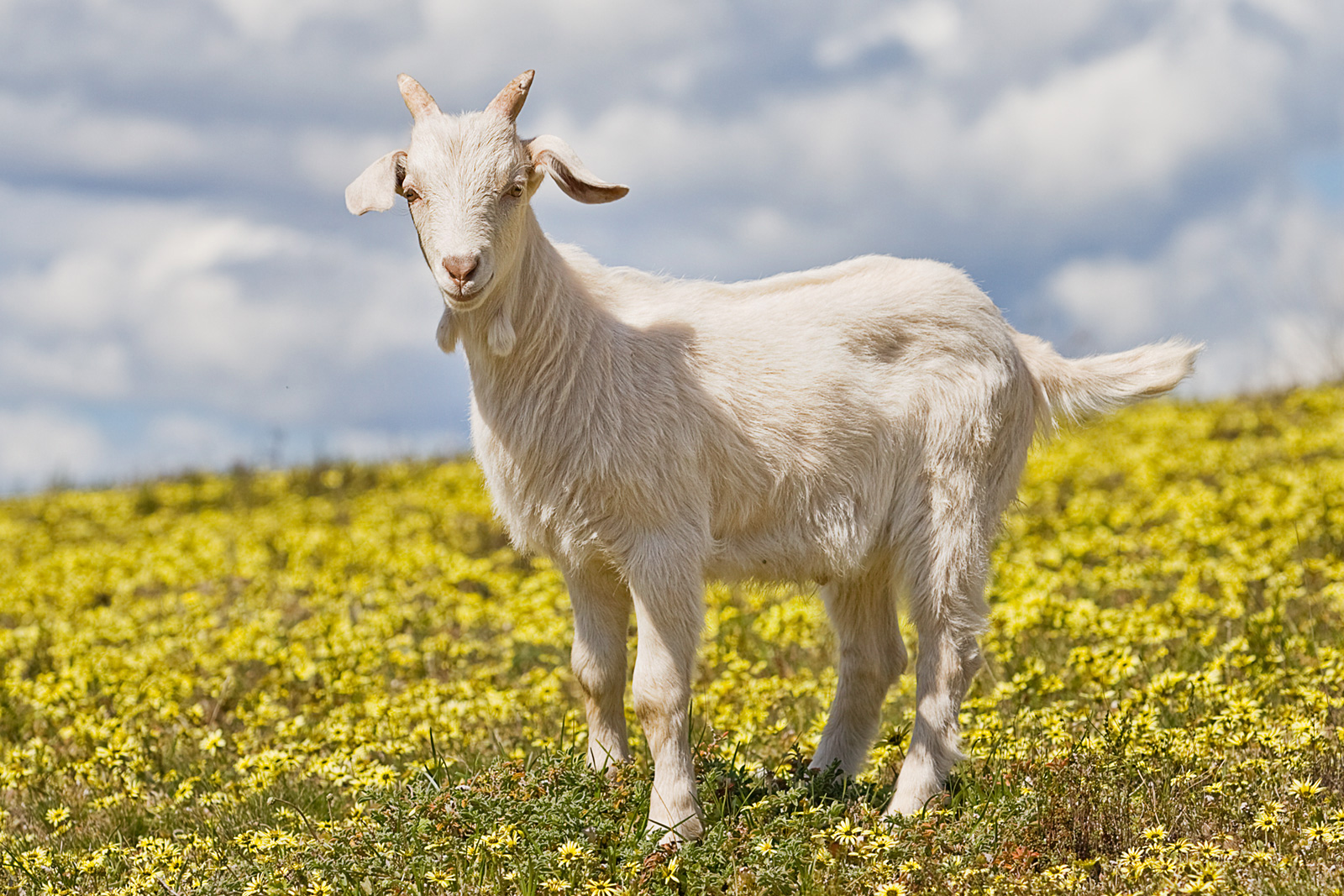
بزهای رمیده در برخی نقاط گونه مهاجم محسوب می‌شوند اما در نقاط دیگری برای از بین بردن گونه‌های گیاهی مهاجم بسیار کارآمد هستند.

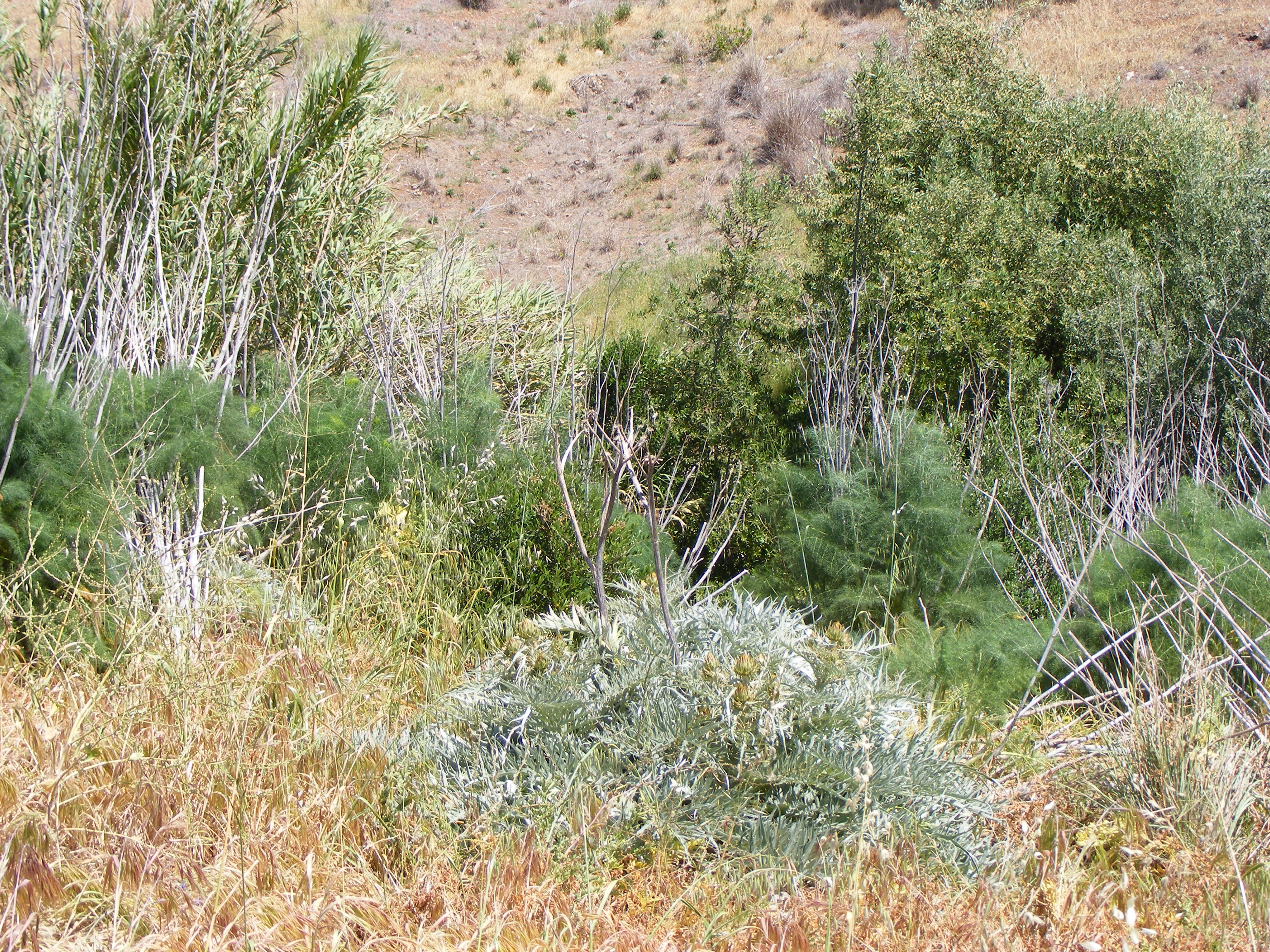
گیاهان غیربومی زیتون، کنگر، رازیانه و بامبو در استرالیا. دولت استرالیا سالانه چهار میلیارد دلار برای کنترل گیاهان غیربومی هزینه می‌کند.

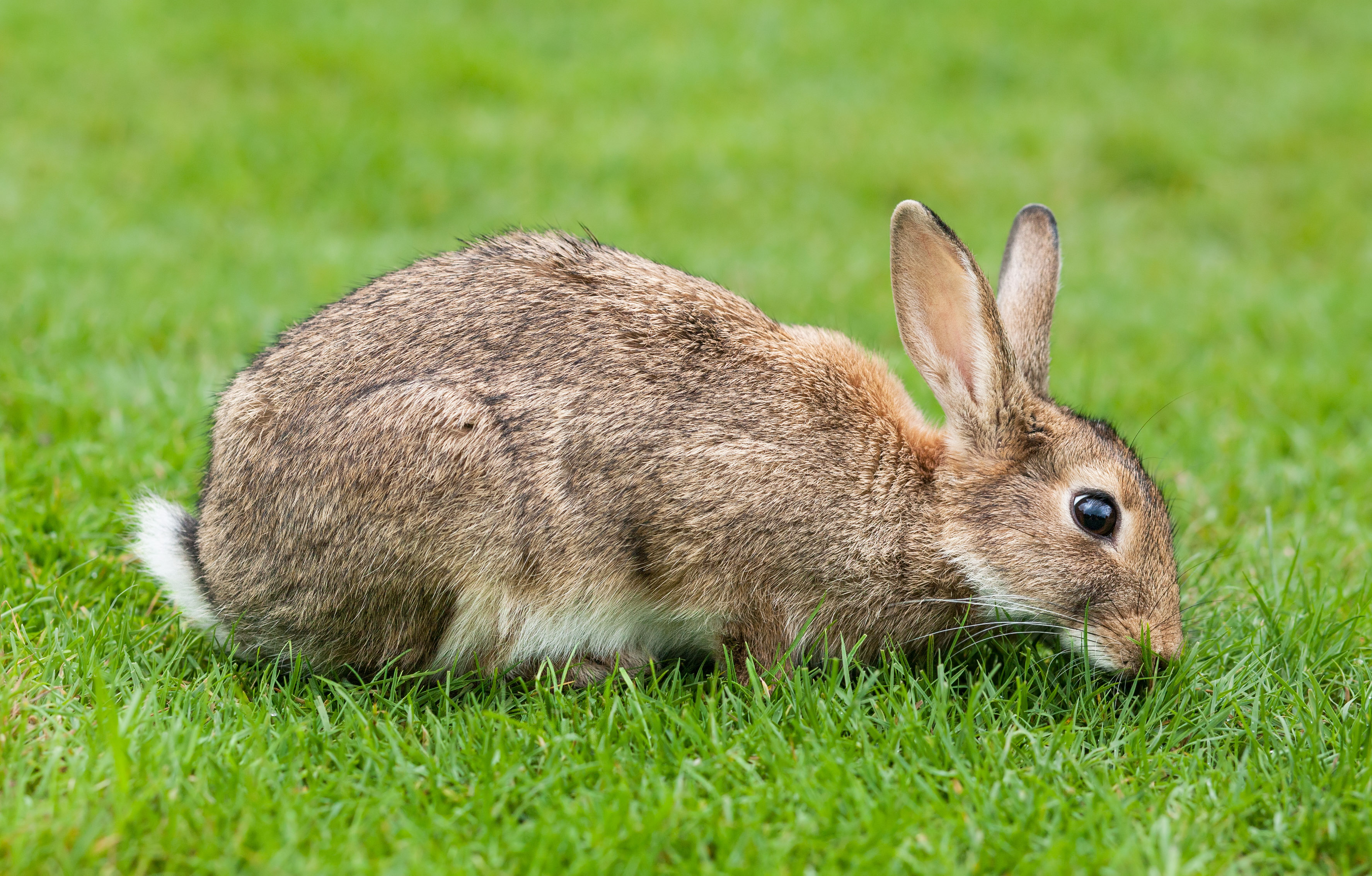
خرگوش‌ها در مناطقی چون استرالیا و نیوزیلند از مخرب‌ترین گونه‌های مهاجم محسوب می‌شوند.

تمام گونه‌ها در تنازع بقا با یکدیگر درگیر هستند اما گونه‌های مهاجم ویژگی‌هایی دارند که به آنها اجازه می‌دهد گونه‌های بومی را از میدان بقا بیرون کنند. از ویژگی‌هایی که معمولاً در این گونه‌ها دیده می‌شود:
- رشد سریع
- تولیدمثل سریع
- قابلیت بالای گسترش مکانی
- انعظاف‌پذیری فنوتیپی یعنی قابلیت تغییر شیوه زندگی برای سازگاری با محیط جدید
- توانایی تحمل شرایط محیط زیستی متنوع
- ارتباط با انسان‌ها و سکونتگاه‌های انسانی
- سابقه تبدیل به گونه مهاجم در محیط‌های دیگر

## عوامل معرفی
اکثر گونه‌های مهاجم توسط انسان‌ها وارد محیط غیربومی می‌شوند. البته بسیاری از گونه‌ها (همچون پرندگان) به‌طور طبیعی می‌توانند وارد محیط‌های جدید شوند یا بذر گیاهان از طریق دریا ممکن است وارد منطقه دیگری شود اما روش‌های انتشار طبیعی به ندرت ممکن است تعادل اکوسیستم را به هم بزنند.
تخریب محیط زیست توسط فعالیت‌های انسانی نیز یکی از عواملی است که شانس موفقیت گونه‌های مهاجم را بالا می‌برد. گونه‌های بومی ممکن است نتوانند در محیطی که بر اثر فعالیت انسانی تغییر کرده دوام بیاورند اما گونه غیربومی از قبل به زندگی در چنین محیطی عادت داشته و بتواند گونه‌های بومی را در این رقابت سرکوب کند. آتش‌سوزی‌های بزرگ نیز اثری مشابه دارند. پس از آتش‌سوزی مزیت نسبی گیاهان بومی از بین می‌رود و فرصتی برای گونه‌های غیربومی ایجاد می‌شود و حتی تیم‌های آتش‌نشانی که از نقاط دوردست به منطقه اعزام می‌شوند هم ممکن است بذر گونه‌های غیربومی را همراه خود بیاورند. آتش‌سوزی‌های کوچک که بخشی از گیاهان را از بین می‌برد نیز فرصتی برای گیاهان غیربومی فراهم می‌کند که توانایی تولید مثل از طریق ریشه دارند. آنها می‌توانند در این فرصت که خاک نیز از مواد مقوی غنی شده استفاده کرده و قبل از بذرافشانی گیاهان دیگر خود را تکثیر کنند.
معرفی گونه‌های غیرمهاجم توسط انسان‌ها سابقه‌ای طولانی دارد. یکی از اولین موارد آن توسط بشر پیشاتاریخ اتفاق افتاد که موش صحرایی پولینزی را وارد جزایر پولینزی کرد. کشاورزی و باغبانی نیز یکی از مهم‌ترین راه‌های معرفی گونه‌های مهاجم گیاهی بوده‌است. جابجایی حیوانات دست‌آموز خانگی که برخی از آنها ممکن است در طبیعت رها شده یا فرار کنند از دیگر راه‌های معرفی این گونه‌هاست. مسیر انتشار بیشتر گونه‌های مهاجم اقیانوسی نیز آب توازن کشتی‌ها بوده‌است. در هر روز به‌طور میانگین بیش از ۲ هزار گونه دریایی مختلف از طریق این کشتی‌ها در نقاط مختلف دنیا جابجا می‌شوند.
گاهی نیز انتشار گونه‌های مهاجم عمدی بوده‌است. برای مثال اروپاییانی که وارد قاره آمریکا شده بودند برای اینکه احساس غربت کمتری بکنند بارها و بارها پرندگان بومی اروپا را به این منطقه آوردند.